# Övertonsflöjt
En övertonsflöjt är en flöjt utan fingerhål, i vilken toner av naturtonserien skapas genom olika blåstryck.

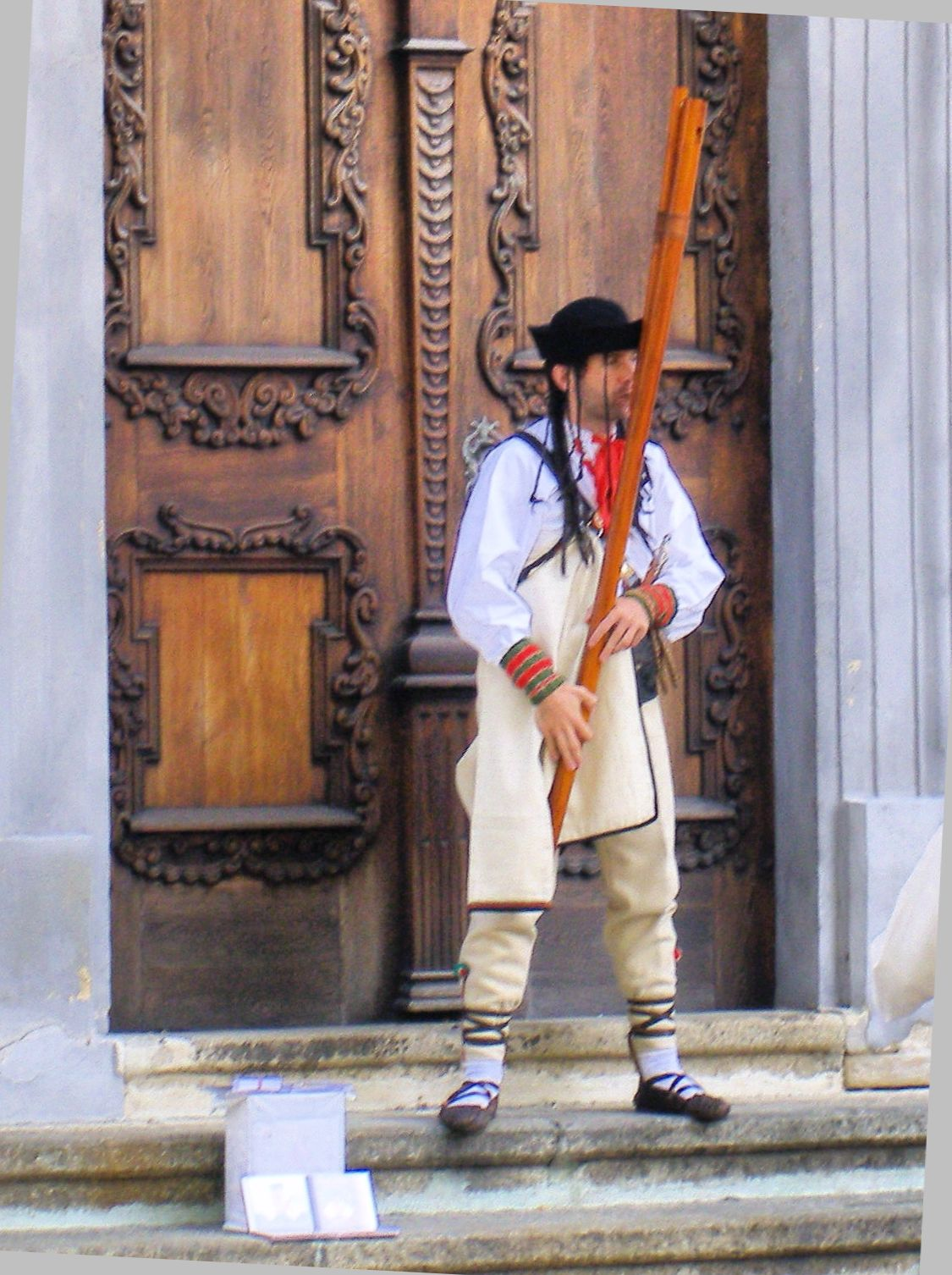

Musikern producerar en serie övertoner ovanför grundtonen med botten öppen genom att överblåsa och när man stänger flöjtens botten med ett finger så produceras en annan grundton och dess övertoner. I sin enklaste form består övertonsflöjten av ett rör som är skuret i vinkel i toppen, Att göra övertonsflöjter av växtstjälkar har varit och är vanligt över hela världen.